# Henri Poincaré

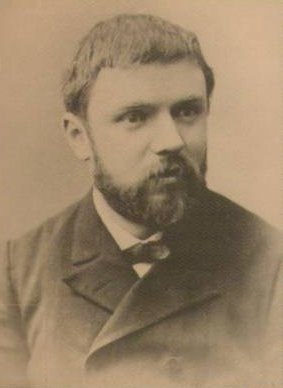
Henri Poincaré.

Jules Henri Poincaré (pronunciación en francés: /ˈʒyl ɑ̃ˈʁi pwɛ̃nkaˈʁe/) (Nancy, Francia, 29 de abril de 1854-París, 17 de julio de 1912), generalmente conocido como Henri Poincaré, fue un prestigioso polímata: matemático, físico, científico teórico y filósofo de la ciencia, primo del presidente de Francia Raymond Poincaré. Poincaré es descrito a menudo como el último universalista capaz de entender y contribuir en todos los ámbitos de la disciplina matemática. En 1894 estableció el grupo fundamental de un espacio topológico.

## Biografía
Jules Henri Poincaré nació el 29 de abril de 1854 en el barrio de Cité Ducale, en Nancy, en el seno de una influyente familia. Su padre, León Poincaré (1828-1892), era profesor de medicina en la Universidad de Nancy. Su adorada hermana menor, llamada Aline, contrajo nupcias con el filósofo espiritualista Emile Boutroux. Su madre fue Eugénie Launois (1830-1897). Otro miembro destacado de la familia fue el primo de Henri, Raymond Poincaré, quien ocupara la presidencia de Francia entre 1913 y 1920, y llegaría a ser miembro de la Academia francesa.

### Educación
Durante su niñez, Henri estuvo seriamente afectado por la difteria, por lo que su educación formal estuvo a cargo de su madre, Eugénie Launois, mujer de gran intelecto. Poincaré se destacó por la calidad de sus composiciones escritas.
En 1862 ingresó en el Liceo de Nancy (entidad que hoy lleva el nombre de Lycée Henri Poincaré en su honor). En el curso de los once años Poincaré demostró ser uno de los mejores alumnos en casi todas las materias que estudió. Su profesor de matemáticas lo describió como «un monstruo de las matemáticas», afirmación que se vio respaldada por los premios que ganó en el concours général, competencia que involucraba a los alumnos más destacados de los liceos de Francia. Las materias en que peores resultados obtuvo fueron música y educación física, donde su rendimiento estuvo «en la media, en el mejor de los casos» (O'Connor et al., 2002). Algunos autores afirmaron que sus dificultades en estas áreas pudieron deberse a defectos en su visión, y a su tendencia a estar distraído (Carl, 1968). Poincaré se graduó en el liceo en 1871, con el grado de bachiller en Ciencias y Letras.
Ingresó en la prestigiosa École Polytechnique en 1873. Allí estudió matemáticas bajo la tutela de Charles Hermite, continuando su formación y llegando a publicar su primer artículo científico (Démonstration nouvelle des propriétés de l'indicatrice d'une surface) en 1874. Tras graduarse en 1875 o 1876, continuó su formación en la École des Mines. Allí siguió estudiando matemáticas en forma adicional a los contenidos de ingeniería en minas, y recibió su título de ingeniero en marzo de 1879.
Como graduado de la École, Poincaré se unió al Corps des Mines en calidad de inspector para la región de Vesoul, en el noreste de Francia. Estuvo en el lugar de los hechos durante el desastre de Magny en agosto de 1879, donde 18 mineros perdieron la vida. Poincaré condujo la investigación oficial sobre el accidente en forma sumamente detallada.
Al mismo tiempo, Henri se encontraba preparando su doctorado en ciencias matemáticas bajo la supervisión de Charles Hermite. Su tesis doctoral trataba sobre el campo de las ecuaciones diferenciales. Poincaré desarrolló un nuevo método para estudiar las propiedades de dichas ecuaciones. No solo encaró el problema de la determinación de la integral de estas ecuaciones, sino que fue la primera persona en estudiar sus propiedades geométricas. Por otra parte, se dio cuenta de que dichas propiedades geométricas podían ser utilizadas para modelar el comportamiento de varios cuerpos en movimiento libre en el Sistema Solar. Poincaré obtuvo su doctorado en la Universidad de París en 1879.

### Primeros años de su carrera
Poco después de su graduación, Poincaré aceptó un ofrecimiento para trabajar como profesor en la Universidad de Caen. A pesar de su entrega a las matemáticas, nunca abandonó totalmente su carrera en la minería. Prueba de ello es su trabajo en el Ministerio de Servicios Públicos, en el que estuvo empleado como ingeniero a cargo del desarrollo de ferrocarril del norte entre 1881 y 1885. Con el tiempo, Poincaré sería nombrado responsable del Corps de Mines en 1893, e inspector general en 1910.
A partir de 1881 y por el resto de su carrera, ejerció como profesor en la Universidad de París (La Sorbona). Inicialmente fue nombrado maître de conférences d'analyse (profesor asociado de análisis) (Sageret, 1911). Con el tiempo, llegaría a ocupar las cátedras de Mecánica Física y Experimental, Física Matemática, Teoría de la Probabilidad, Mecánica Celeste y Astronomía.
Fue también en 1881 que Poincaré contrajo matrimonio con Louise Poulain d'Andecy, nieta de Isidore Geoffroy Saint-Hilaire, bisnieta de Étienne Geoffroy Saint-Hilaire. Fruto de esta unión tuvieron cuatro hijos: Jeanne (nacida en 1887), Yvonne (en 1889), Henriette (en 1891), y Léon (en 1893).

### El problema de los tres cuerpos
En 1884, y como parte de los festejos conmemorativos por su sexagésimo cumpleaños a celebrar en 1889, el rey Óscar II de Suecia y Noruega, instituyó una competición matemática, probablemente por iniciativa del matemático sueco Mittag-Leffler. La convocatoria del concurso se publicó a mediados de 1885 en las revistas Acta Mathematica (fundada con ayuda del rey por el susodicho Mittag en 1882) y en Nature. Las bases establecían cuatro problemas, aunque dejaban abierta la posibilidad de resolver cualquier otro.
El primero, propuesto por Karl Weierstrass, es conocido como problema de n cuerpos y está relacionado con determinar la estabilidad del Sistema Solar. En julio de 1887 Poincaré contesta a una carta previa diciendo que se presenta al concurso con dicha cuestión. Como la considera prácticamente irresoluble, trabaja ampliando sus estudios sobre una restricción, el problema de los tres cuerpos. Su memoria, presentada en mayo de 1888, fue tan notable que el jurado decidió declararle ganador, confirmándolo el monarca en enero de 1889, un día antes del aniversario del real nacimiento.
La conclusión principal de Poincaré establecía que la evolución de un sistema como el ejemplificado era extremadamente caótica, en el sentido de que una pequeña perturbación en el estado inicial (como por ejemplo una mínima variación en la posición inicial de un cuerpo) podía llevar en algún momento a un estado radicalmente diferente. Por lo tanto, si con los instrumentos de medición disponibles no se puede detectar esa mínima variación, sería imposible predecir el estado final del sistema. Uno de los integrantes del jurado, el distinguido Karl Weierstrass, afirmó: «Si bien este trabajo no puede ser considerado como la solución completa del desafío presentado, es de tal importancia que su publicación marcará el comienzo de una nueva era en la historia de la Mecánica Celeste.»
Durante la revisión previa a su publicación en la revista Acta el editor detectó algunas imprecisiones. Comunicadas a Poincaré para que las aclarase, este contestó el 1 de diciembre (con el número ya impreso) que se trataba de un error grave. Su arreglo condujo a nuevos descubrimientos por parte de Poincaré, las órbitas doblemente asintóticas (posteriormente las renombraría como homoclínicas) y que hoy se consideran los comienzos de la teoría del Caos. La memoria corregida fue publicada en 1890. Es de destacar que el dinero del premio por ganar el concurso no alcanzó a los gastos que tuvo que abonar Poincaré por la retirada del número con la versión errónea de 1889.

### Contribuciones a la relatividad
Las contribuciones de Poincaré a la teoría de la relatividad son importantes.

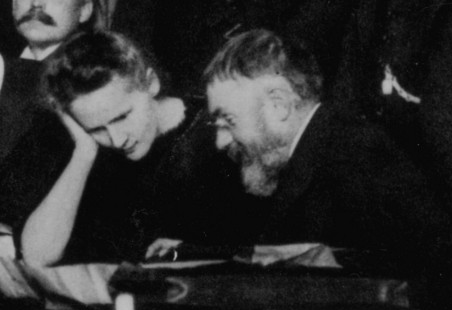
Marie Curie y Poincaré conversando en la Conferencia Solvay de 1911.

En 1893, Poincaré ingresó en el Bureau des Longitudes de Francia, donde se le encomendó la tarea de la sincronización de los horarios del mundo. En 1897, apoyó una iniciativa (finalmente rechazada) de decimalizar la medida circular, y con ello el tiempo y la longitud. Este trabajo le permitió considerar cómo los relojes en reposo en la Tierra, que se estarían moviendo a diferentes velocidades relativas al espacio absoluto, podrían ser sincronizados. Al :{\displaystyle t^{\prime }=t+vx^{\prime }/c^{2},\;\mathrm {donde} \;x^{\prime }=x-vt}
y lo utilizaba para explicar el fallo de los experimentos ópticos y eléctricos a la hora de detectar el movimiento respecto al éter. Poincaré (1900) analizó la «fabulosa invención» del tiempo local de Lorentz (no estaba al tanto de que el concepto lo introdujo en realidad Woldemar Voigt en 1887), y manifestó que el concepto surge cuando se trata de sincronizar dos relojes en movimiento, mediante la emisión de señales luminosas que se supone viajan a la misma velocidad en ambas direcciones en un marco de referencia en movimiento. (en inglés) En La medida del tiempo (Poincaré, 1898), el autor analizó la dificultad de establecer la simultaneidad a distancia, y concluyó que la misma puede ser establecida por convención. También discutió el «postulado de la velocidad de la luz», y formuló el Principio de relatividad según el cual ningún experimento mecánico o electromagnético puede diferenciar entre un estado de movimiento uniforme y el estado de reposo.
Se puede apreciar entonces que Poincaré fue un intérprete constante (y por momentos un crítico constructivo) de la teoría de Lorentz. Poincaré era en esencia un filósofo, interesado en el «significado profundo» de las cosas. De esta forma, llegó a interpretar la teoría de Lorentz en términos del Principio de la Relatividad, y al hacerlo llegó a numerosas conclusiones que hoy están asociadas con la Teoría de la Relatividad Especial.
En su trabajo de 1900, Poincaré analizó la recarga de un objeto físico cuando emite un flujo de radiación en una dirección dada. Allí demostró que, de acuerdo con la teoría de Maxwell-Lorentz, esta emisión de radiación podía ser considerada como un «fluido ficticio» con densidad equivalente a e/c2, donde e es la densidad energética; este resultado es muy similar a la ecuación de Einstein {\displaystyle m=E/c^{2}} o {\displaystyle (E=mc^{2})}, que este dedujo en 1905, aunque su significado físico es distinto. Einstein recurrió en artículos sucesivos (1905-1906) a los aspectos formales del artículo de Poincaré para mejorar, con la ayuda de Max Planck, la demostración de la ecuación, y gracias a la nueva interpretación resolvió las paradojas a las que llegó Poincaré. En obras posteriores, Poincaré expuso que la masa no era equivalente a la energía, con lo que reafirmaba su idea inicial de que se trataba de una conveniencia matemática.
A pesar de sus importantes contribuciones, en obras posteriores a 1905, año en que Einstein formuló la teoría de la relatividad, Poincaré se mostró fiel al concepto del éter y de sus implicaciones físicas.

### Últimos años de su carrera
En sus últimos años, Poincaré se abocó a la teoría de la gravedad que, de alguna manera, precedió a la relatividad general. Tal como lo estableció Paul Langevin (1914) en una memoria dedicada a Poincaré, Poincaré había derivado ecuaciones covariantes de gravitación que predecían correctamente la dirección de la precesión del perihelio de Mercurio. Poincaré asumió que la gravedad se propagaba a la velocidad de la luz, e incluso llegó a mencionar las «ondas de gravedad». Tras la muerte del francés, David Hilbert publicó un desarrollo de la ecuación covariante gravitatoria, que se conoció como ecuación de campo y es la piedra angular de la Teoría General de la Relatividad.
Poincaré es reconocido también por su formulación de uno de los problemas más famosos en la historia de las matemáticas. La conjetura de Poincaré, como se dio en llamar, propuesto en 1904, es un problema en el ámbito de la Topología que finalmente fue resuelto por el matemático ruso Grigori Perelmán en el año 2002. Por este trabajo, Perelmán recibió el Premio del Milenio instituido por el Clay Mathematics Institute el 18 de marzo de 2010.
En ocasión de los juicios de Alfred Dreyfus, Poincaré tuvo participación en 1899 y más activamente en 1904. En esa ocasión, atacó los espurios argumentos científicos de algunas de las evidencias presentadas contra Dreyfus, que era un oficial judío del ejército acusado de traición por algunos de sus colegas antisemitas.
Hacia 1887, a los 32 años de edad, Poincaré fue nombrado miembro de la Academia de Ciencias Francesa. En 1906 sería electo presidente de dicha entidad, y tres años más tarde sería nombrado miembro de la Academia Francesa.
En 1912 Poincaré debió ser operado a raíz de una complicación prostática, que finalmente le causó la muerte por embolia el 17 de julio de 1912, a los 58 años de edad. Henri Poincaré se encuentra enterrado en el panteón de su familia en el Cementerio de Montparnasse, en París.
El Ministro de Educación de Francia, Claude Allegre, propuso recientemente que se trasladen los restos de Poincaré al Panteón de París, un alto honor que se reserva para los ciudadanos franceses.

## Carácter
Los hábitos de trabajo de Poincaré han sido comparados con los de una abeja que vuela de flor en flor. Poincaré estaba sumamente interesado en la forma en que su mente trabajaba, lo cual lo llevó a estudiar sus hábitos y a dar en 1908 una charla con sus observaciones ante el Instituto de Psicología General de París. Allí presentó lo que suponía una relación entre su forma de pensar y sus principales contribuciones.
El matemático Darboux lo señaló como un intuitif («intuitivo»), argumentando que esto se demostraba por el hecho de que Poincaré trabajaba frecuentemente por representación visual. El francés no se preocupaba por ser riguroso, y sentía aversión a la lógica. Su creencia era que la lógica no era un camino para desarrollar ideas sino una forma de estructurarlas, y por ende sostenía que la lógica limitaba las ideas.

### Caracterización de Toulouse
La organización mental de Poincaré no solo interesó a sí mismo, sino también a Édouard Toulouse (1865-1947), un psicólogo del Laboratorio de Psicología de la Escuela de Altos Estudios en París. Toulouse escribió un libro que tituló Henri Poincaré (1910), en el cual analizó en detalle la rutina diaria del matemático francés: Trabajaba en los mismos horarios cada día, pero durante cortos períodos de tiempo. Solía realizar investigación matemática durante cuatro horas al día: entre las 10 y el mediodía, y luego de 17 a 19. El resto de la tarde lo dedicaba a la lectura de artículos publicados en revistas. Tenía una memoria excepcional, y podía recordar la página y la línea de cualquier texto leído. Por otro lado, podía recordar en forma textual algo que se le había dicho tiempo atrás. Poincaré mantuvo estas habilidades durante toda su vida. Su metodología de trabajo normal consistía en resolver los problemas completamente en su cabeza, para luego transcribir la respuesta en papel. Poincaré era ambidiestro y sufría de hipermetropía. Su habilidad para visualizar lo que escuchaba le fue de gran utilidad durante todas las clases a las que asistió, ya que su pobre visión le impedía ver lo que sus profesores escribían en la pizarra.
Sin embargo, y más allá de sus numerosas virtudes, Poincaré también tenía varios defectos: su estado físico era pobre y sus habilidades artísticas nulas. Siempre se encontraba en un apuro, y le disgustaba tener que retroceder para realizar modificaciones o correcciones sobre lo hecho. Nunca le dedicaba demasiado tiempo a un problema, ya que creía que su subconsciente seguiría trabajando sobre el mismo mientras él se dedicaba a otro tema. Adicionalmente, Toulouse señaló en su trabajo que, a diferencia de la mayoría de los matemáticos que partían de principios preestablecidos, Poincaré comenzaba sus desarrollos partiendo de unos pocos principios básicos (O'Connor et al., 2002).
Su metodología de pensamiento se encuentra resumida en la siguiente frase:

Habitué à négliger les détails et à ne regarder que les cimes, il passait de l'une à l'autre avec une promptitude surprenante et les faits qu'il découvrait se groupant d'eux-mêmes autour de leur centre étaient instantanément et automatiquement classés dans sa mémoire.

(Acostumbrado a desechar los detalles y fijarse tan solo en las cumbres, pasaba de una a otra con una rapidez sorprendente, asumiendo que las conclusiones a las que llegaba se agrupaban en torno a un núcleo y se clasificaban automáticamente en su memoria).
Belliver, 1956.

## Contribuciones
Las numerosas contribuciones realizadas por Poincaré estuvieron especialmente relacionadas con los siguientes temas:
- Topología algebraica
- Teoría de funciones analíticas de varias variables complejas
- Teoría de funciones abelianas
- Geometría algebraica
- Teoría de números
- El problema de los tres cuerpos
- Teoría de ecuaciones diofánticas
- Teoría del electromagnetismo
- Teoría de la Relatividad Especial
- En un artículo de 1894, introdujo el concepto de grupo fundamental.
- En el campo de las ecuaciones diferenciales, Poincaré realizó contribuciones claves para la teoría cualitativa de ecuaciones diferenciales, como por ejemplo la Esfera de Poincaré y el Mapa de Poincaré.

Poincaré realizó además numerosos aportes en diferentes campos de la matemática aplicada, tales como Mecánica celeste, Mecánica de fluidos, Óptica, Electricidad, telegrafía, capilaridad, elasticidad, termodinámica, teoría del potencial, mecánica cuántica, teoría de la Relatividad y cosmología.
Fue además un gran divulgador de la matemática y la física, y escribió varios libros para lectores no cultivados en estos temas. Él manifestó que la creación matemática en una fase pasaba a nivel del subconsciente y la solución del problema emergía en el consciente.

## Honores

### Premios
- Ganador del concurso matemático Rey Óscar II en 1889.
- Medalla de oro de la Real Sociedad Astronómica de Londres (1900).
- Medalla Bruce (1911).

### Eponimia en su honor
- Cráter Poincaré en la Luna.[4]
- Asteroide (2021) Poincaré.[5]
- Liceo Henri Poincaré en Nancy.

Henri Poincaré nunca recibió el Premio Nobel de Física, aunque tuvo influencia para que lo recibiera Henri Becquerel a través del miembro del comité Gosta Mittag-Leffler. Los archivos de nominación revelan que Poincaré recibió un total de 51 nominaciones entre 1904 y 1912, el año de su muerte. De las 58 nominaciones para el Premio Nobel de 1910, 34 dieron su voto a Poincaré. Las nominaciones a favor de Poincaré incluyeron a laureados con el Nobel como Hendrik Lorentz y Pieter Zeeman (ambos de 1912), Marie Curie (de 1903), Albert Michelson (de 1907), Gabriel Lippmann (de 1908) y Guglielmo Marconi (de 1909).
El factor para que los trabajos de renombrados físicos como Poincaré, Ludwig Boltzmann y Gibbs no fueran galardonados con el Premio Nobel, es que eran vistos por el comité que adjudicaba el premio más como teorías que como resultados experimentales. En el caso de Poincaré, muchos de los miembros del comité no estaban capacitados para reconocer el mérito de los grandes problemas que abordó, más allá de descubrimientos específicos, invenciones o innovaciones técnicas.

## Obra

### Algunas publicaciones
La principal contribución de Poincaré a la topología algebraica fue Analysis situs (1895), trabajo que representa la primera mirada sistemática de la topología.
Poincaré publicó además dos trabajos que sentaron las bases matemáticas de la mecánica celestial:
- Les Méthodes nouvelles de mécanique céleste ISBN 1-56396-117-2
- Leçons de mécanique céleste. (1905-10).

En sus escritos divulgativos, contribuyó a facilitar definiciones y percepciones de la ciencia:
- La Science et l'hypothèse, París, Flammarion 1902. Trad.: La ciencia y la hipótesis, Madrid, Espasa, 2002.
- La Valeur de la science, París, Flammarion 1904. Trad. El valor de la ciencia, Oviedo, KRK, 2007.
- Science et méthode, París, Flammarion 1908. Trad.: Ciencia y método, Madrid, Espasa, 1965.
- Les Sciences et les humanités, París, Fayard 1911.
- Dernières pensées, París, Flammarion, 1913. Trad.: Sobre la ciencia y su método: el espacio, últimos pensamientos, Barcelona, Círculo Lectores, 1997.